# Aeropuerto Internacional de El Paso
El Aeropuerto Internacional de El Paso (en inglés, El Paso International Airport) (IATA: ELP, OACI: KELP, FAA LID: ELP) es un aeropuerto localizado en El Paso, una ciudad del Condado de El Paso Texas, Estados Unidos, a 6 kilómetros al noreste del Distrito financiero. Se sitúa cerca de la Frontera entre Estados Unidos y México, al lado opuesto de Ciudad Juárez, Chihuahua.

## Instalaciones

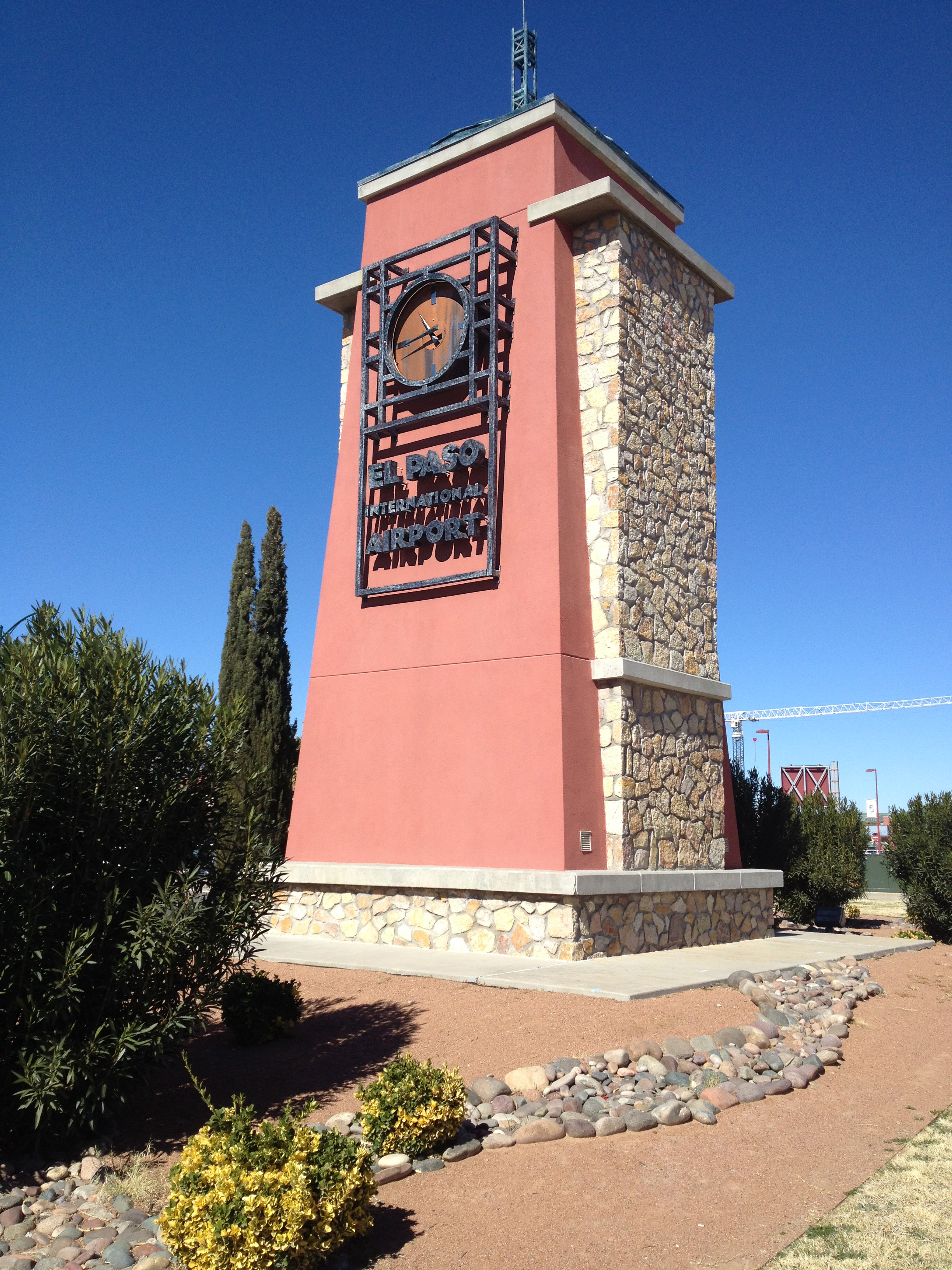
Torre del Reloj del Aeropuerto.

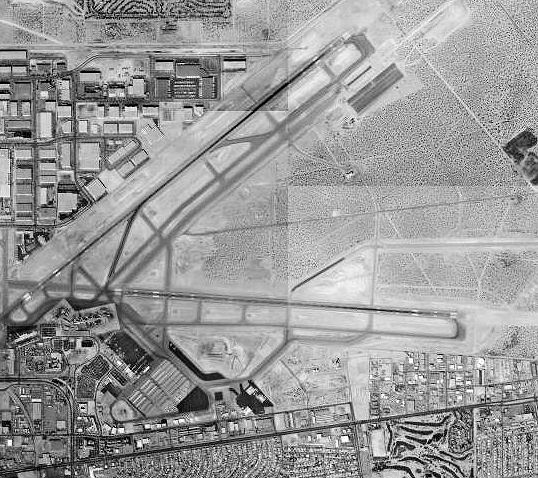
Vista aérea del aeropuerto.

El Aeropuerto Internacional de El Paso cubre un área de 2,752 ha (6,800 acres) y tiene tres pistas de aterrizaje: 
- Pista 22/04: 12,020 pies × 150 pies (3,664 m × 46 m),  Superficie: Asfalto
- Pista 8R/26L: 9,025 pies × 150 pies (2,751 m × 46 m), Superficie: Asfalto
- Pista 8L/26R: 5,493 pies × 75 pies (1,674 m × 23 m), Superficie: Asfalto

### Terminal principal
La terminal tiene un diseño de muelle-satélite. Tiene una entrada central y las puertas se ramifican de este a oeste en las dos salas. El aeropuerto cuenta con zonas de embarque Oeste y Este. Las Puertas A1-A4 se encuentran en la Sala Oeste y las puertas B1-B11 se encuentra en la Sala Este. El aeropuerto cuenta con un total de 15 puertas. También hay un nivel inferior y superior. Las puertas se encuentran en el nivel superior y la venta de entradas, de reclamo de equipaje, alquiler de autos y la entrada principal se encuentran en la planta baja de la terminal. El área de llegadas se encuentra en la planta baja, detrás de las escaleras eléctricas que conducen al puesto de control de la Administración de Seguridad del Transporte (TSA) que lleva a las puertas. Se han hecho renovaciones importantes en la terminal  en los últimos años, diseñado y gestionado por firma local de arquitectos MNK Arquitectos. 
La carretera de acceso al aeropuerto es el camino Convair. El camino Convair se divide en cuatro carriles con los dos carriles izquierdos reservados para vehículos comerciales y los dos carriles de la derecha utilizadas para la recogida y descenso de pasajeros. Entre la división del camino hay un área de espera donde los pasajeros pueden esperar a los vehículos comerciales. 
Puertas: 
Generalmente, estas puertas se utilizan para las siguientes aerolíneas. 
Puertas A1-A2: American Airlines y American Eagle. 
Puerta B1: Delta Air Lines. 
Puertas B3-B6: Southwest Airlines. 
Puerta B7: American Airlines and American Eagle. 
Puertas B9 y B11: United Airlines y United Express. 
Puerta B10: Allegiant. 
Zona de comida 
La zona de comida está situado entre las puertas B6 y B11. Actualmente lo ocupan Carlos and Mickey's Mexican Express, Pizza Hut Express, Quizno's y Starbucks Coffee.

## Aerolíneas y destinos
El Aeropuerto Internacional de El Paso tiene 15 puertas en 2 salas: La Sala A tiene las puertas A1–A4 y la Sala B tiene las puertas B1–B11.

### Pasajeros
| Aerolíneas         | Destinos | Sala |
| ------------------ | --- | ---- |
| Alaska Airlines    | Seattle-Tacoma | B    |
| American Airlines  | Dallas/Fort Worth, Phoenix–Sky Harbor | A    |
| American Eagle     | Chicago-O'Hare, Dallas/Fort Worth, Los Ángeles, Phoenix–Sky Harbor                                                                                             | A    |
| Delta Air Lines    | Atlanta | B    |
| Frontier Airlines  | Dallas/Fort Worth (inicia el 8 de octubre de 2025), Denver, Las Vegas                                                                                          | B    |
| Southwest Airlines | Austin, Chicago–Midway, Dallas-Love, Denver, Houston-Hobby, Las Vegas, Long Beach, Los Ángeles, Phoenix–Sky Harbor, San Antonio, San Diego Estacional: Orlando | B    |
| United Airlines    | Denver | B    |
| United Express     | Chicago-O'Hare, Houston-Intercontinental Estacional: Denver | B    |

### Carga
| Aerolíneas              | Destinos |
| ----------------------- | --- |
| Aeronaves TSM           | Laredo, Oakland |
| Amerijet International  | Miami |
| DHL Aviation            | Cincinnati, Dallas/Fort Worth, Los Ángeles, San Diego                                                                         |
| FedEx Express           | Austin, Fort Worth/Alliance, Houston-Intercontinental, Indianápolis, Memphis, Phoenix–Sky Harbor, Salt Lake City, San Antonio |
| Freight Runners Express | Fargo, Greensboro |
| GTA Air                 | Dallas-Addison |
| UPS Airlines            | Albuquerque, Dallas/Fort Worth, Lubbock, Ontario, San Antonio                                                                 |

### Destinos nacionales
Se brinda servicio a 17 ciudades dentro del país a cargo de 8 aerolíneas.
| Destinos nacionales del Aeropuerto de El Paso ELP ABQ ATL AUS CNM ORD MDW DFW DAL DEN IAH HOU LAS LGB LAX MCO PHX SAT SAN SEA | Destinos nacionales del Aeropuerto de El Paso ELP ABQ ATL AUS CNM ORD MDW DFW DAL DEN IAH HOU LAS LGB LAX MCO PHX SAT SAN SEA | Destinos nacionales del Aeropuerto de El Paso ELP ABQ ATL AUS CNM ORD MDW DFW DAL DEN IAH HOU LAS LGB LAX MCO PHX SAT SAN SEA | Destinos nacionales del Aeropuerto de El Paso ELP ABQ ATL AUS CNM ORD MDW DFW DAL DEN IAH HOU LAS LGB LAX MCO PHX SAT SAN SEA | Destinos nacionales del Aeropuerto de El Paso ELP ABQ ATL AUS CNM ORD MDW DFW DAL DEN IAH HOU LAS LGB LAX MCO PHX SAT SAN SEA | Destinos nacionales del Aeropuerto de El Paso ELP ABQ ATL AUS CNM ORD MDW DFW DAL DEN IAH HOU LAS LGB LAX MCO PHX SAT SAN SEA | Destinos nacionales del Aeropuerto de El Paso ELP ABQ ATL AUS CNM ORD MDW DFW DAL DEN IAH HOU LAS LGB LAX MCO PHX SAT SAN SEA | Destinos nacionales del Aeropuerto de El Paso ELP ABQ ATL AUS CNM ORD MDW DFW DAL DEN IAH HOU LAS LGB LAX MCO PHX SAT SAN SEA | Destinos nacionales del Aeropuerto de El Paso ELP ABQ ATL AUS CNM ORD MDW DFW DAL DEN IAH HOU LAS LGB LAX MCO PHX SAT SAN SEA | Destinos nacionales del Aeropuerto de El Paso ELP ABQ ATL AUS CNM ORD MDW DFW DAL DEN IAH HOU LAS LGB LAX MCO PHX SAT SAN SEA |
| Destinos | Southwest Airlines | American Airlines | United Airlines | Frontier Airlines | Delta Air Lines | Alaska Airlines | Otra | # | |
| --- | --- | --- | --- | --- | --- | --- | --- | --- | --- |
| Atlanta (ATL) | | | | | • | | | 1 | |
| Austin (AUS) | • | | | | | | | 1 | |
| Chicago (ORD) | | • | • | | | | | 2 | |
| Chicago (MDW) | • | | | | | | | 1 | |
| Dallas (DFW) | | • | | • | | | | 2 | |
| Dallas (DAL) | • | | | | | | | 1 | |
| Denver (ORD) | • | | • | • | | | | 3 | |
| Houston (IAH) | | | • | | | | | 1 | |
| Houston (HOU) | • | | | | | | | 1 | |
| Las Vegas (LAS) | • | | | • | | | | 2 | |
| Long Beach (LGB) | • | | | | | | | 1 | |
| Los Ángeles (LAX) | • | • | | | | | | 2 | |
| Orlando (MCO) | • | | | | | | | 1 | |
| Phoenix (PHX) | • | • | | | | | | 2 | |
| San Antonio (SAT) | • | | | | | | | 1 | |
| San Diego (SAN) | • | | | | | | | 1 | |
| Seattle (SEA) | | | | | | • | | 1 | |
| Total | 12 | 4 | 3 | 3 | 1 | 1 | 0 | 17 | |

## Estadísticas

### Rutas más transitadas

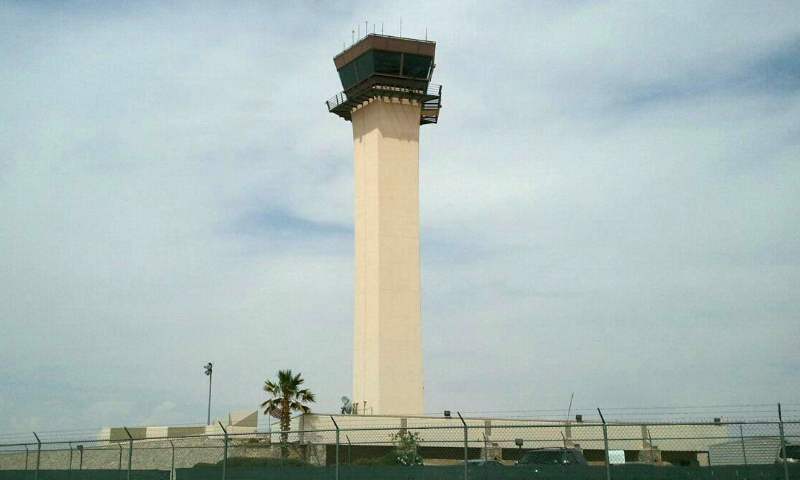
Torre de control.

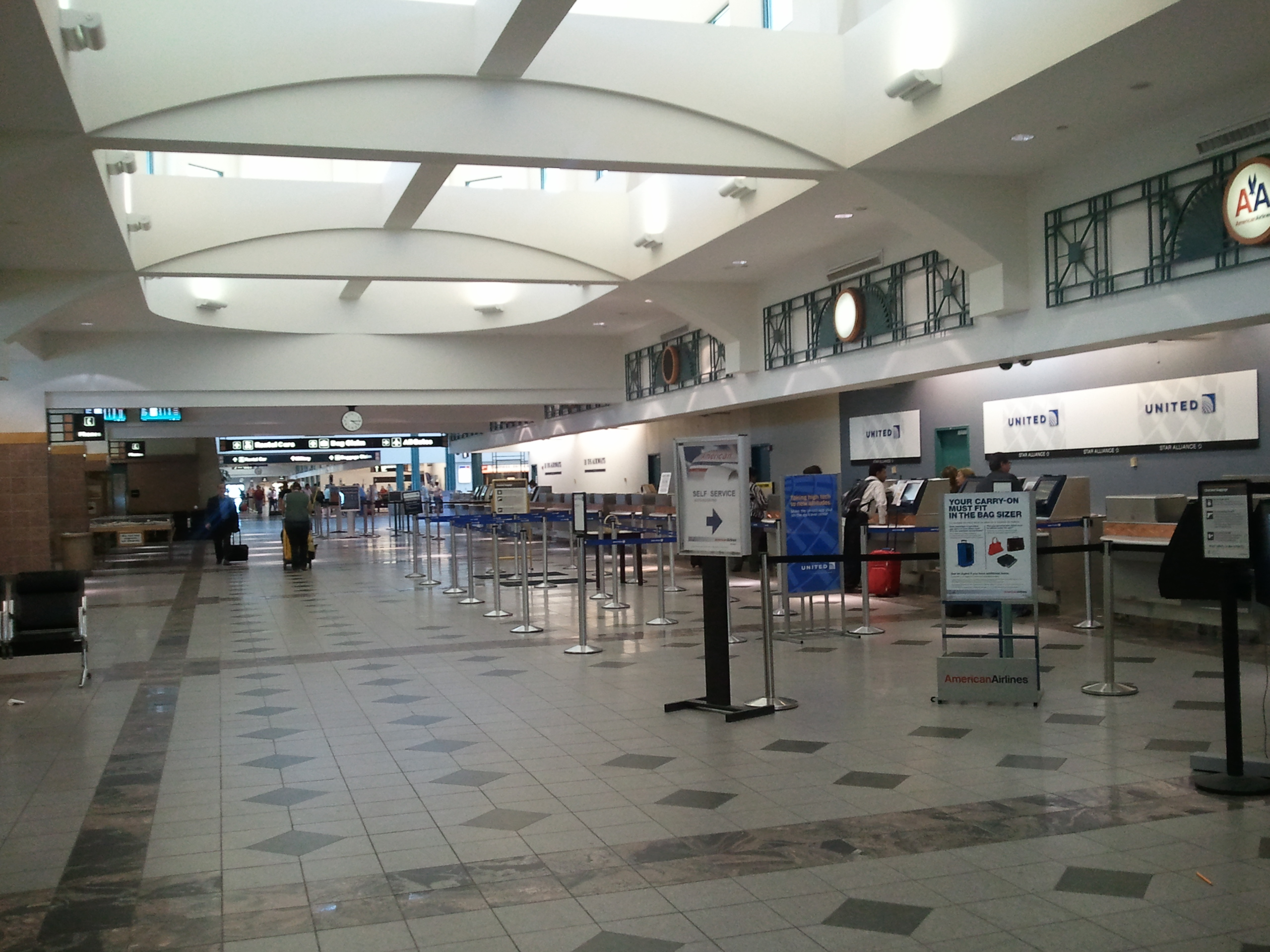
Sección de servicio al cliente de las aerolíneas.

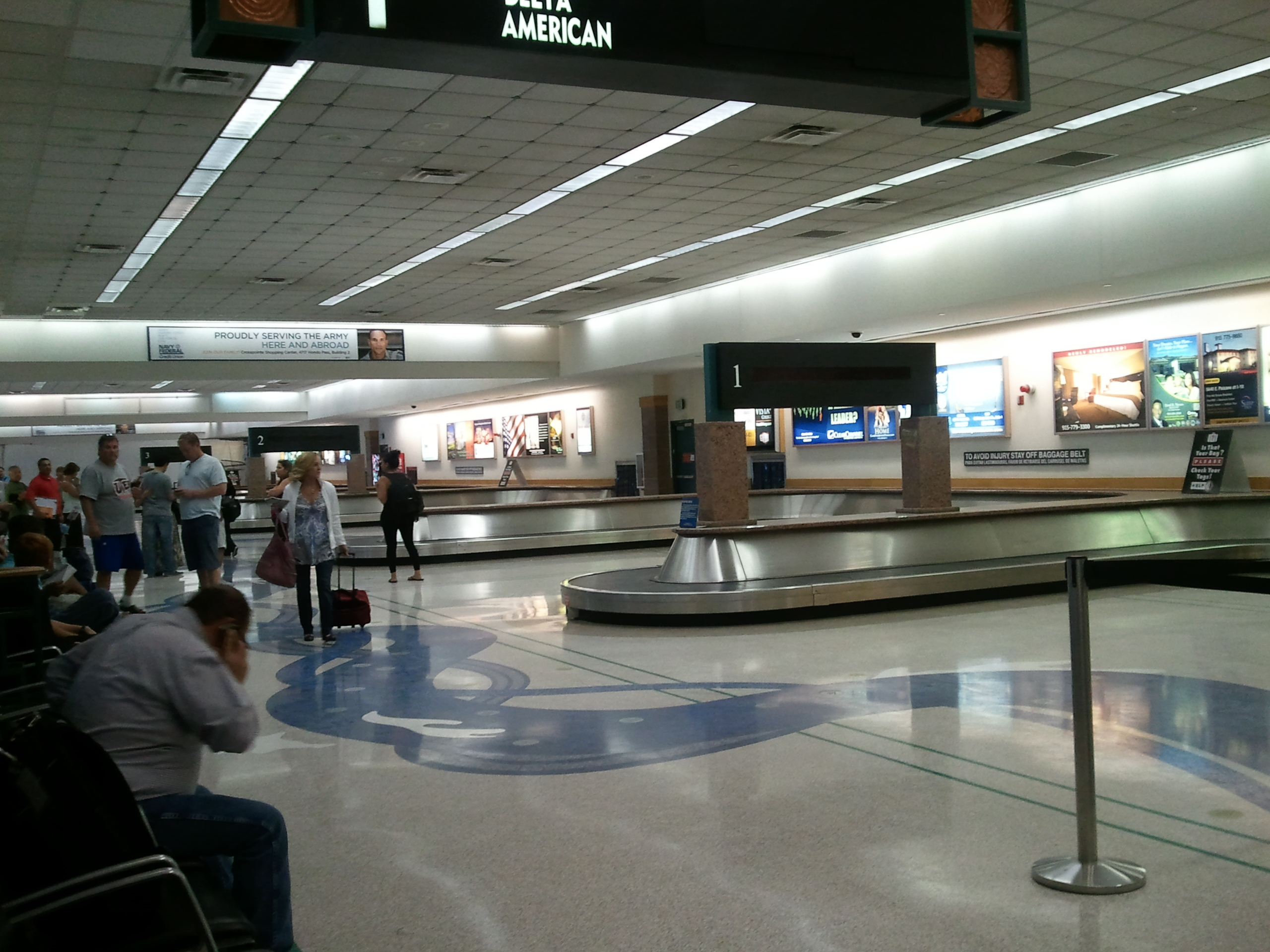
Área de reclamo de equipaje.

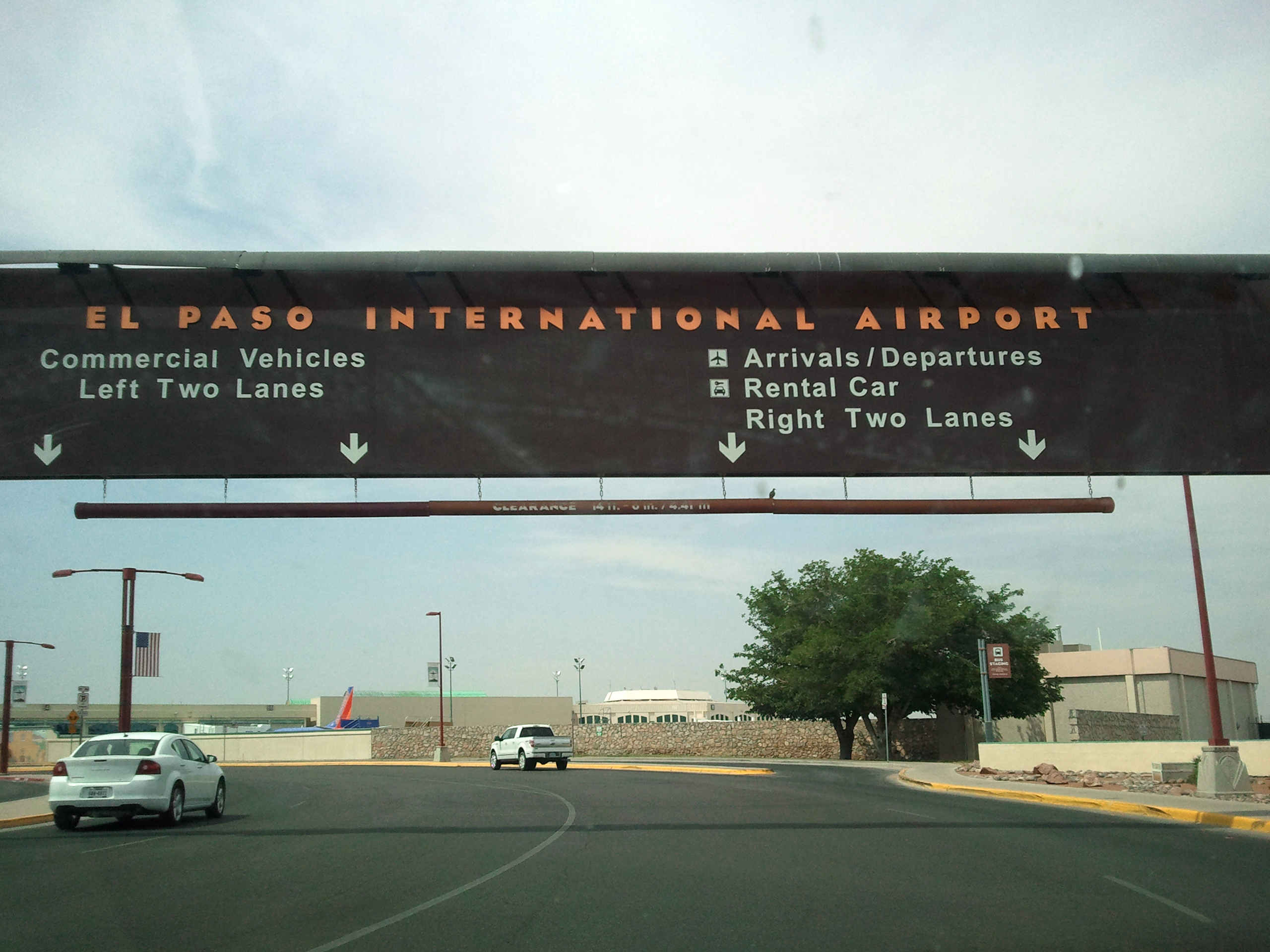
Entrada al aeropuerto.

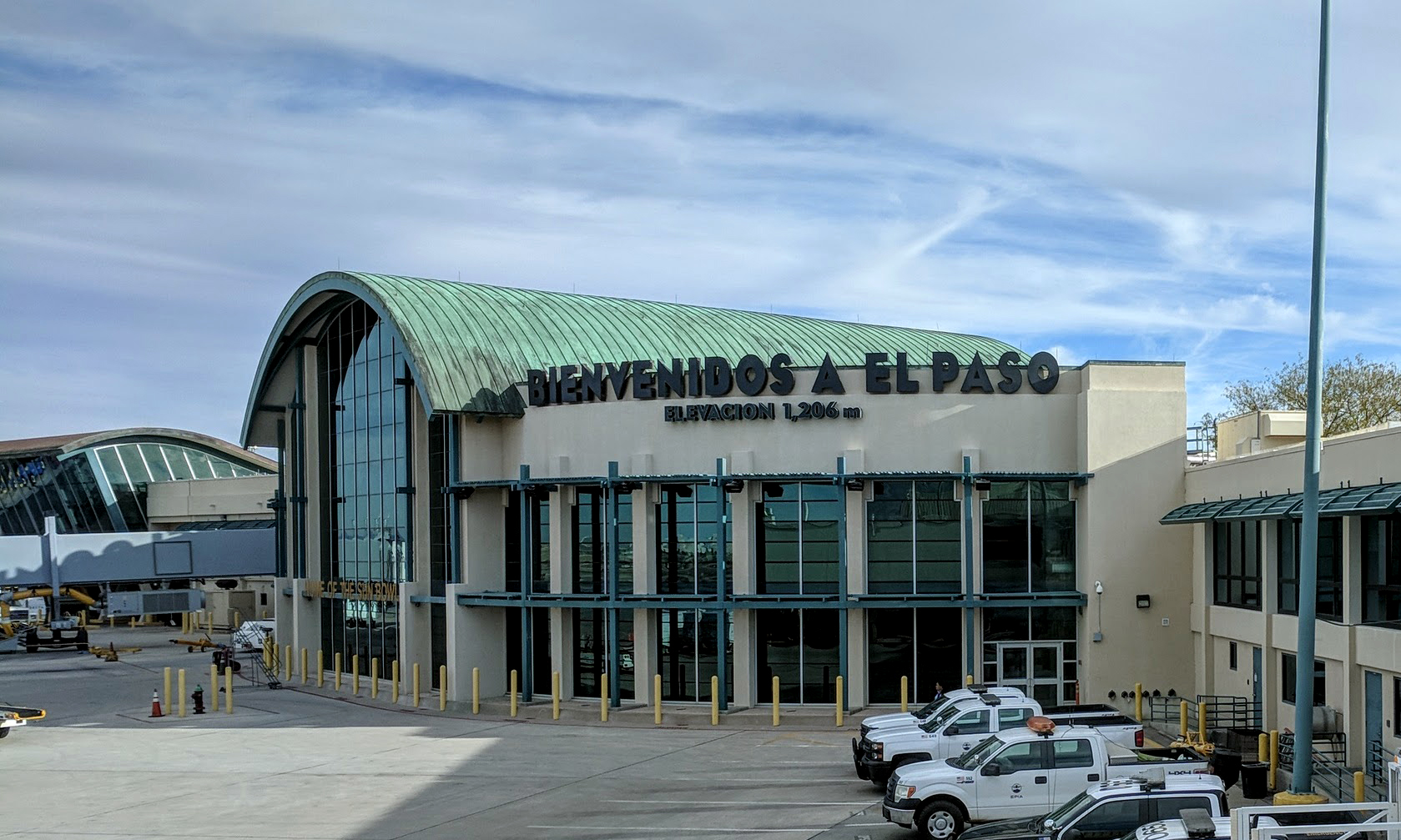
Sala A del aeropuerto.

| Número | Ciudad                  | Pasajeros | Aerolínea                                             |
| ------ | ----------------------- | --------- | ----------------------------------------------------- |
| 1      | Dallas, Texas (DFW)     | 362,000   | American Airlines, American Eagle                     |
| 2      | Phoenix, Arizona        | 232,000   | American Eagle, Southwest Airlines                    |
| 3      | Denver, Colorado        | 222,000   | Frontier Airlines, Southwest Airlines, United Express |
| 4      | Dallas, Texas (DAL)     | 196,000   | Southwest Airlines                                    |
| 5      | Las Vegas, Nevada       | 172,000   | Allegiant Air, Southwest Airlines                     |
| 6      | Houston, Texas (IAH)    | 131,000   | United Express                                        |
| 7      | Houston, Texas (HOU)    | 130,000   | Southwest Airlines                                    |
| 8      | Austin, Texas           | 114,000   | American Eagle, Southwest Airlines                    |
| 9      | Atlanta, Georgia        | 110,000   | Delta Air Lines                                       |
| 10     | Los Ángeles, California | 102,000   | American Eagle, Southwest Airlines                    |

### Tráfico anual
| Año  | Pasajeros | Carga (tons) | Operaciones |
| ---- | --------- | ------------ | ----------- |
| 2014 | 2,778,248 | 86,470       | 91,567      |
| 2015 | 2,763,213 | 90,573       | 83,115      |
| 2016 | 2,807,734 | 85,085       | 79,148      |
| 2017 | 2,929,362 | 87,131       | 74,899      |
| 2018 | 3,260,556 | 96,655       | 86,016      |
| 2019 | 3,517,053 | 92,360       | 87,095      |
| 2020 | 1,491,148 | 95,203       | 76,333      |
| 2021 | 2,821,175 | 103,972      | 88,838      |
| 2022 | 3,667,439 | 98,376       | 93,379      |
| 2023 | 3,904,110 | 101,420      | 96,316      |
| 2024 | 4.038,530 | 93,830       | 97,737      |

## Aeropuertos cercanos
Los aeropuertos más cercanos son:
- Aeropuerto de El Paso Biggs AAF (5km)
- Aeropuerto Internacional Abraham González (18 km)
- Aeropuerto de Grant County (189 km)
- Aeropuerto McClellan-Palomar (210 km)
- Centro Aéreo Internacional de Roswell (242 km)